# Aquarismo de água doce
Um aquário de água doce é um aquário que contém um ou mais organismos aquáticos de água doce para fins decorativos, animal de estimação de manutenção, ou de pesquisa. Aquários modernos são na maioria das vezes feitos de vidro transparente ou acrílico. Habitantes típicos incluem: peixes, plantas, anfíbios e invertebrados, tais como caracóis e crustáceos.

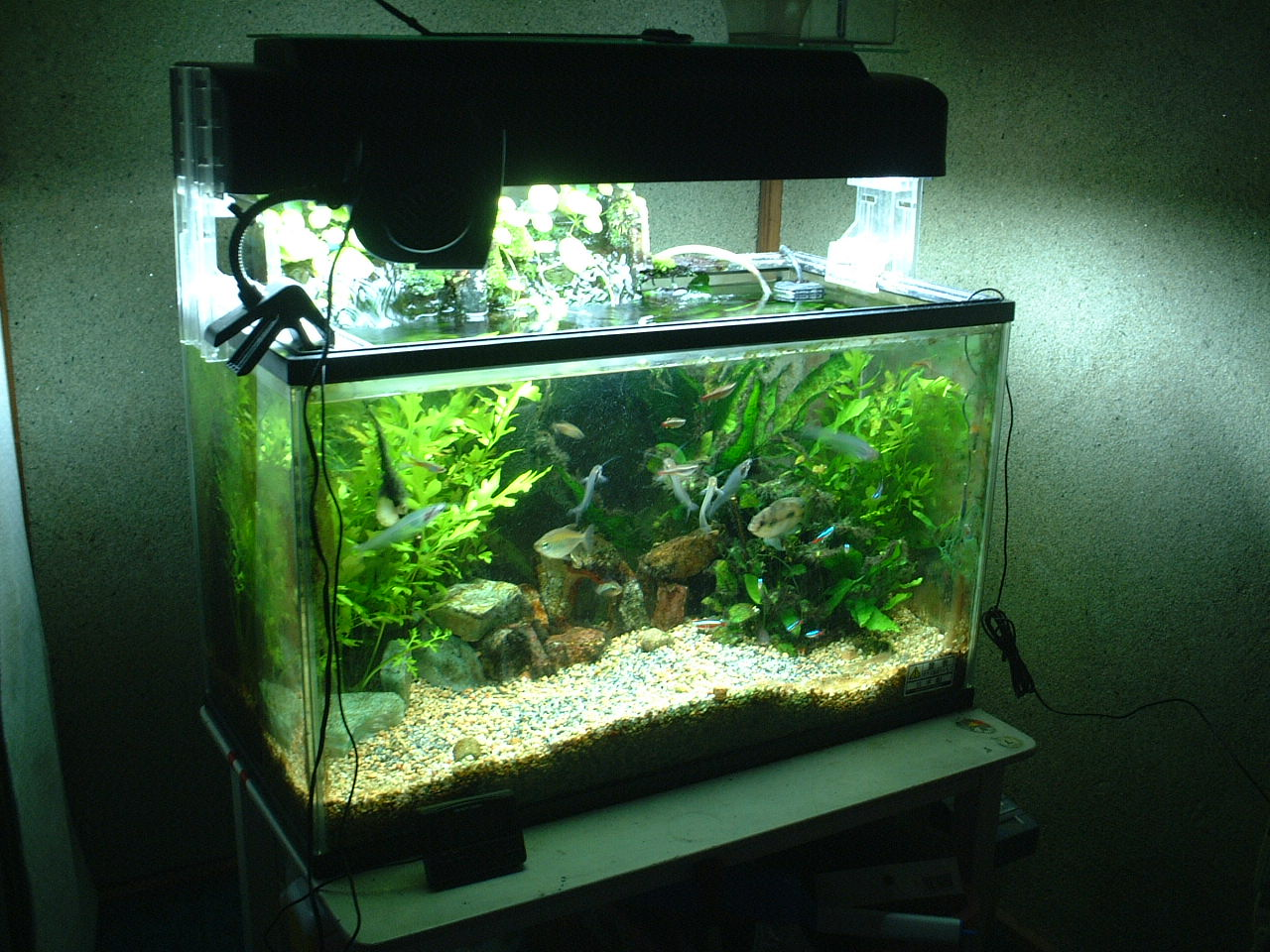
Aquário de água doce Tropical

Peixes de água doce podem ser tanto de espécies de água fria ou tropicais. Em aquários comunitários normalmente não são misturados os peixes de água fria e peixes tropicais, devido à incompatibilidades de temperatura. O peixe de aquário de água fria mais popular é o peixinho dourado, são variedades que não necessitam de um aparelho de aquecimento. Com temperaturas mais quentes sua vida seria reduzida devido ao aumento o seu metabolismo. Para um aquário de peixes tropicais deve-se manter uma temperatura ambiente variando entre 24 a 27°C  para que assim permita que os peixes prosperarem.
Aquários podem ser decorados com areia ou cascalho, plantas vivas ou de plástico, troncos, pedras e também há uma variedade de esculturas feitas de plástico comercialmente disponíveis. Aquários menores não são recomendados para a maioria dos peixes pois eles são geralmente demasiado pequenos e tendem a prejudicar o crescimento de peixe ou podendo inclusive levar a eventual morte.

## História
Os primeiros aquários conhecidos foram lagoas de peixes artificiais construídas pelos antigos sumérios há mais de 4500 anos. Os antigos assírios, egípcios, e também  romanos, mantiveram peixes em lagoas para fins alimentares e de entretenimento. Os antigos chineses foram os primeiros a cultura de criar peixe com algum grau de sucesso. Criavam carpa para fins alimentares em torno de 2000 a.C. e desenvolveram do peixinho dourado ornamental a partir de reprodução seletiva. O peixinho dourado foi introduzido na Europa durante o século XVIII.
No final do século XVIII, houve um aumento no interesse público no estudo da natureza era com esse fim, peixes foram mantidos em frascos de vidro, recipientes de porcelana, banheiras de madeira e pequenas lagoas artificiais. Foi durante esse tempo que o zoólogo e botânico, Johann Matthaeus Bechstein, manteve um grande número de peixes e anfíbios e estabeleceu as bases cientificas para o aquarismo e aquaterrários. O quais foram mais tardes desenvolvidas por Nathaniel Bagshaw Ward, em 1829.
Durante o século XIX a ideia do "aquário equilibrado" foi desenvolvida.Esta abordagem foi uma tentativa de imitar um ecossistema equilibrado observado na natureza. De acordo com este método, excrementos dos peixes poderiam ser consumido pelas plantas, e plantas, juntamente com a superfície do ar da água poderiam fornecer oxigênio para o peixe. Em 1869, o primeiro peixe tropical (o Peixe Paraíso) foi importado da Ásia. Naqueles dias, os aquários tropicais eram aquecidas por uma chama . Como os primeiros filtros eram barulhentos e caros, aquarismo começou como passatempo reservado aos ricos e  para os indivíduos cientificamente inclinados.

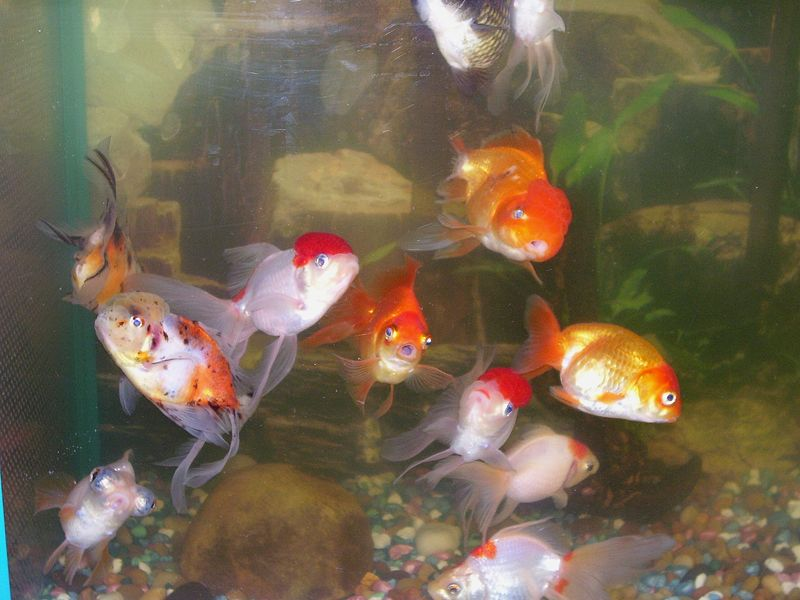
Um aquário de kinguio densamente povoado

Em 1878, o contra-almirante Daniel Amon trouxe o primeiro peixe tropical do Extremo Oriente para os Estados Unidos que levou a um declínio na popularidade de kinguio. No início do século XX, foram introduzidos aeração e filtragem com carvão ativado.O filtro de fundo foi introduzido na década de 1950. Nesta época a velha ideia do aquário equilibrado foi visto como inatingível e desnecessária por muitas pessoas na aquariofilia, porém, no final do século XX a ideia voltou a popularidade junto com a crescente popularidade do aquário plantado.
Hoje o aquarismo tornou-se um passatempo popular que acessível a todos. Peixes de aquário são tanto capturados em rios quanto criados especialmente na Ásia e na Flórida. Espécies criadas em cativeiro são baratos e amplamente disponíveis, e são menos susceptíveis de serem infectados com doenças ou parasitas.Infelizmente, gerações sucessivas de peixes que cruzam entre si, freqüentemente exibem menos cor e ostente barbatanas menores do que suas contrapartes selvagens.

## Fundamentos
Um aquário de água doce caseiro no geral tem a seguinte configuração, além de seus peixes , consiste em decoração como um substrato de cascalho, plantas vivas ou de plástico, pedras, troncos, de pano de fundo, entre outras decorações.Outros equipamentos incluem uma tampa para o aquário, um suporte aquário ou base (pode ser de estrutura metálica, madeira ou embutido na parede), acessórios de iluminação, um aquecedor, um termômetro, bombas de ar, dispositivos de filtração, pedras difusoras, ração de peixe, rede, condicionador de água, kits de testes de qualidade da água, uma mangueira com sifão ou cascalho e um balde para trocas de água.
Área de superfície e altura são importantes para a configuração e manutenção de um biótopo. A área de superfície contribui para o fornecimento de oxigenação no aquário. Ambientes de água doce são mais beneficiados por de aquários baixos e largo, pois assim há uma maior área de superfície, que provê aeração, logo mais oxigênio se dissolve na água, com mais oxigênio é possível criar mais peixes. Em geral, um aquário de maior porte proporciona um mundo de aquático mais estável e os entusiastas também podem adquirir um maior número de peixes. Um grande aquário também pode aumentar o valor estético. Com relação ao material, um aquário todo em vidro é preferível devido ao seu custo mais razoável e a sua superior capacidade de resistir a arranhões e descoloração. Os aquários em ambientes interiores são normalmente colocados longe de janelas, dutos de aquecimento e refrigeração da casa, porque a luz solar e mudanças de temperatura diretos podem afetar negativamente o ambiente aquático. A superexposição ao sol leva ao crescimento de algas rápido dentro e fora do aquário. Variações bruscas de temperatura são prejudiciais aos peixes.

## Temas

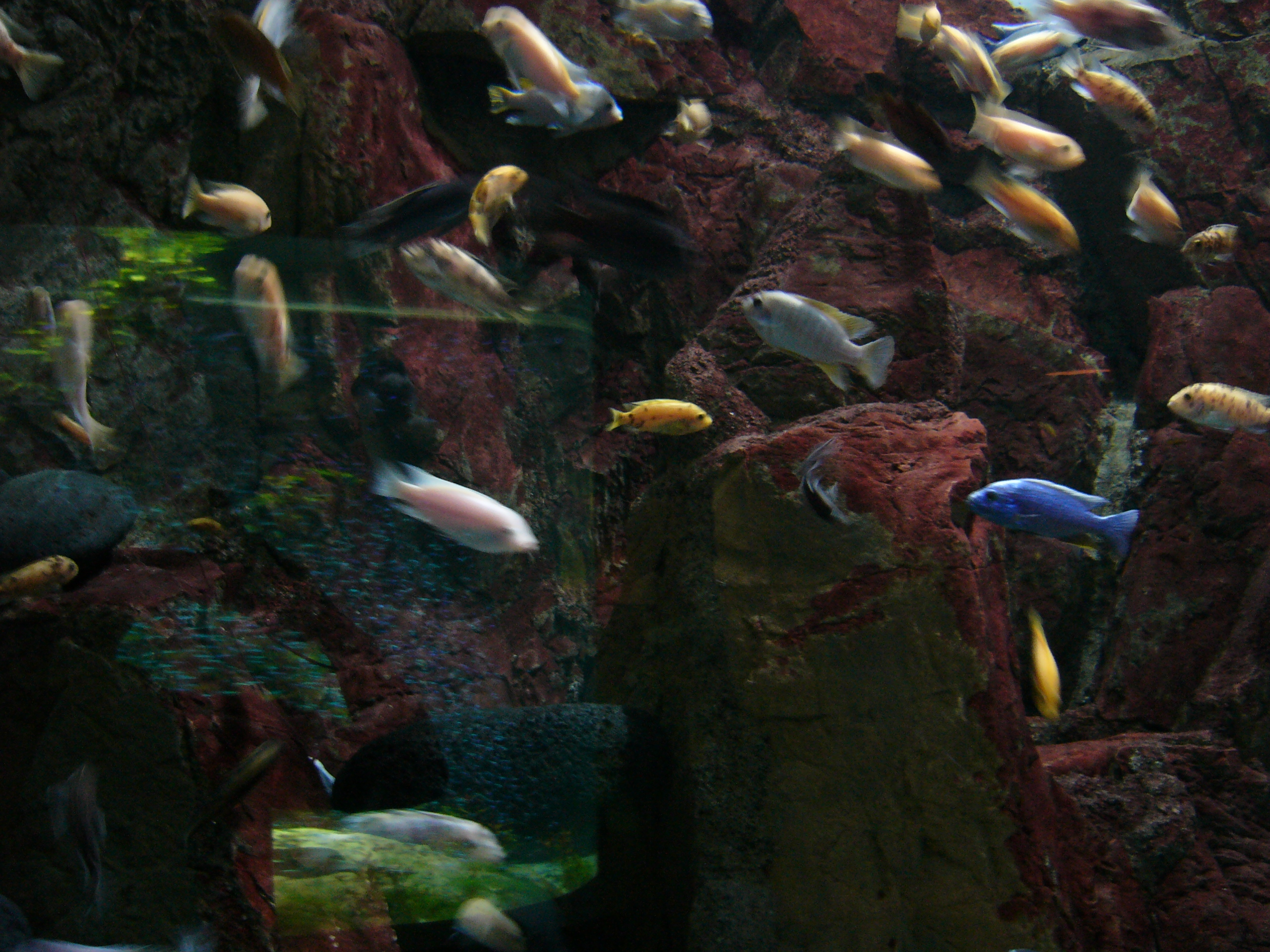
Aquário de Ciclídeo africanos

Os existe uma grande variedade de espécies, de várias regiões geográficas diferentes. A maioria dos peixes de aquário é originário da América Central, América do Sul, África ou Ásia. Os peixes podem ser mantidos em diferentes combinações de espécies e em diferentes tipos de ambientes aquáticos. Quatro temas comuns incluem o aquário comunitário, o aquário de peixinho dourado, o aquário de ciclídeos africanos, e o aquário plantado.
Um aquário comunitário refere-se a mistura de peixes e plantas de diferentes áreas geográficas com ênfase na cor e dureza dos espécimes. Um exemplo seria a combinação de gouramis, tetras e rasboras com uma seleção de plantas resistentes tais como Hygrophila difformis , Hygrophila polysperma e Vallisneria spiralis . Escolher peixes que são pacíficas e compatíveis entre si é importante em um aquário comunitário.
Um aquário de de peixinho dourado pode ser configurado como um tanque inferior sem decoração e sem cascalho para enfatizar a coloração brilhante do peixe. Uma combinação de diferentes variedades de de peixinho dourado e decorações que contrastam com as cores vivas dos peixes faria uma exposição atrativa. Plantas vivas normalmente não são cultivadas com de peixinho dourado, com exceção de varideades resistentes, oxigenadas como Egéria, porque de peixinho dourado costuma remexer no substrato.Eles também podem se alimentar de plantas com folhas mais macias.Plantas de plástico pode ser usado em seu lugar.
Um aquário de ciclídeos africanos comumente consiste de variedades de ciclídeos do lago Tanganica ou do Lago Niassa, e geralmente requer um grande número de rochas combinadas com um substrato de cascalho fino ou areia.O ambiente rochoso deve fornecer inúmeras cavernas e esconderijos. Porque ciclídeos, como peixinhos dourados, costuma mexer e escavar o substrato, por isso, plantas de plástico deve ser usado no lugar de plantas vivas.No entanto, as plantas reais como Vallisneria ou Anubias pode ser tentadas em um tanque de ciclídeos.
Um aquário plantado enfatiza plantas vivas, tanto quanto, ou até mais do que peixes. Grandes quantidades de espécies de plantas, tais como Hygrophila, Limnophila, Rotala, Vallisneria, Echinodorus, e Cryptocorynes com um número limitado de peixes é um bom exemplo de um aquário plantado. É importante escolher peixe que não irá danificar as plantas, tais como pequenos tetras, gouramis anão, paulistinha, e tanictis nuvens brancas. Aquários plantados podem incluir a injeção de CO2 e um substrato enriquecido com laterita ou, no caso de um aquário de baixa tecnologia, uma camada de envasamento solo sob o cascalho para fornecer nutrientes para as plantas.
Um aquário biótopo é um aquário que é projetado para simular um habitat natural, com os peixes, plantas e decorações, onde todos representam um lugar particular na natureza. Porque únicas espécies que são encontradas juntos na natureza são permitidos em um verdadeiro aquário biótopo, estes aquários são mais difíceis de se montar e menos comuns do que as de outros temas.

### Artigos
- Aquaterrário
- Kinguio
- Aquário Publico

### Listas
- Lista de plantas aquáticas de aquário